# Portia zhaoi
Portia zhaoi är en spindelart som beskrevs av Peng X., Li S. 2003. Portia zhaoi ingår i släktet Portia och familjen hoppspindlar. Inga underarter finns listade i Catalogue of Life.